# Jargalant, Khövsgöl
Jargalant (tiếng Mông Cổ: Жаргалант, hạnh phúc) là một sum của tỉnh Khövsgöl ở miền bắc Mông Cổ. Vào năm 2009, dân số của sum là 5183 người.

## Lịch sử
Sum Jargalant được thành lập, mặc dù là một phần của tỉnh Arkhangai và dưới cái tên Ikh Jargalant, vào năm 1931. Vào năm 1933, nó có khoảng 2.700 cư dân trong 727 hộ gia đình, và khoảng 66.000 đầu gia súc. Đến năm 1941, nó trở thành một phần của tỉnh Khövsgöl. Năm 1956, sum này được nhập vào sum Shine-Ider, tuy nhiên lại bị chia tách một lần nữa vào năm 1959. Năm 1973, hai sum Büren và Bürenkhaan được nhập vào sum Bürentogtokh. Negdel địa phương, Ulaan Tug, được thành lập vào năm 1951.

## Kinh tế

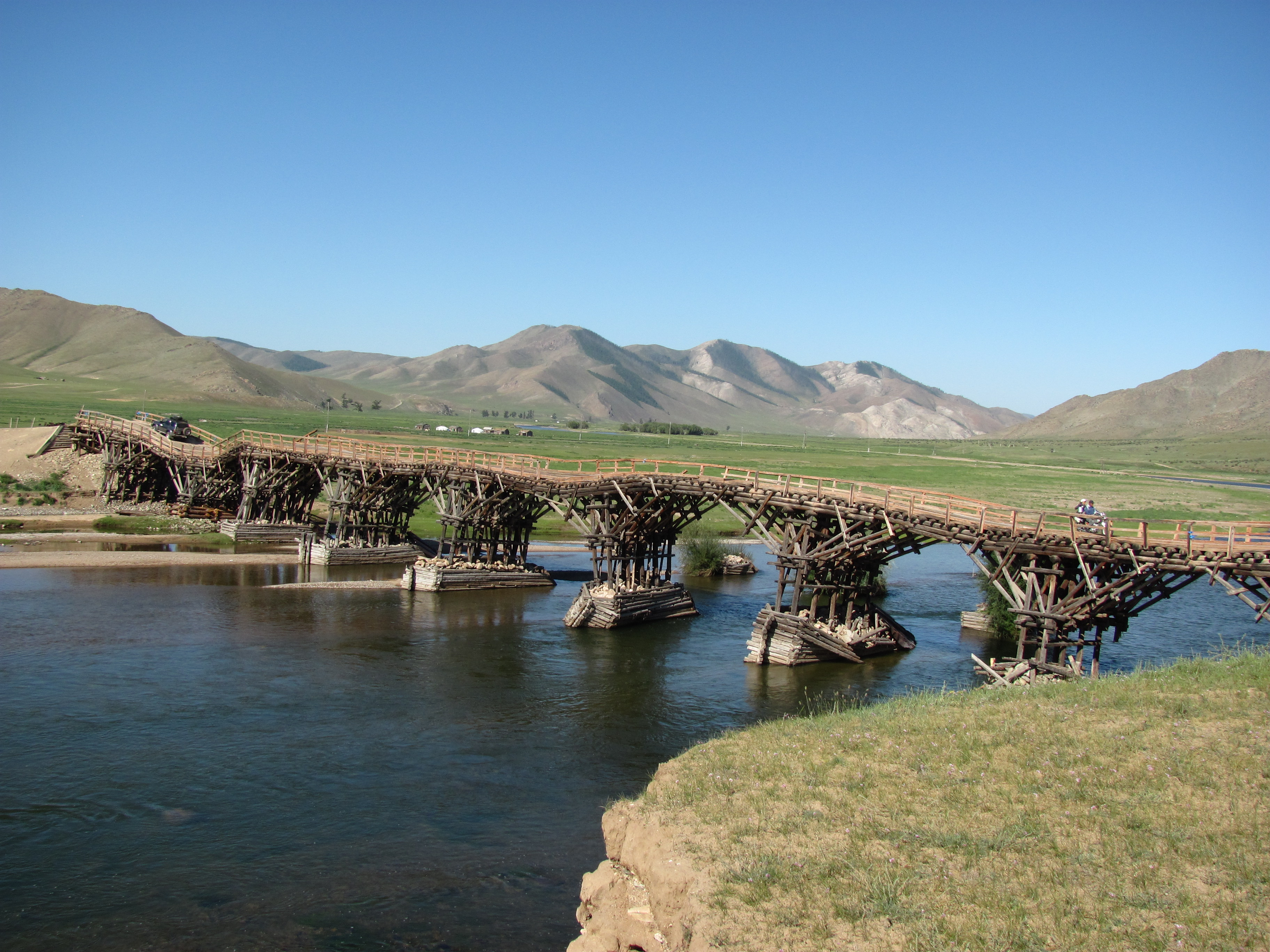
Toàn cảnh cây cầu bắc qua sông Ider.

Năm 2004, có khoảng 82.000 đầu gia súc, trong đó có 37.000 con cừu, 34.000 con dê, 6.100 bò nhà và bò yak, 5.100 con ngựa và 19 con lạc đà.

### Du lịch
Sum có một bảo tàng, nơi trưng bày các vật phẩm tôn giáo khác nhau, thú nhồi bông và những bức ảnh cũ. Có một cây cầu gỗ đẹp mắt gần Jargalant được xây vào năm 1940. Một cây cầu khác đang xây dựng, từ năm 2011. Có ba khách sạn ở trong và xung quanh sum.

## Tôn giáo

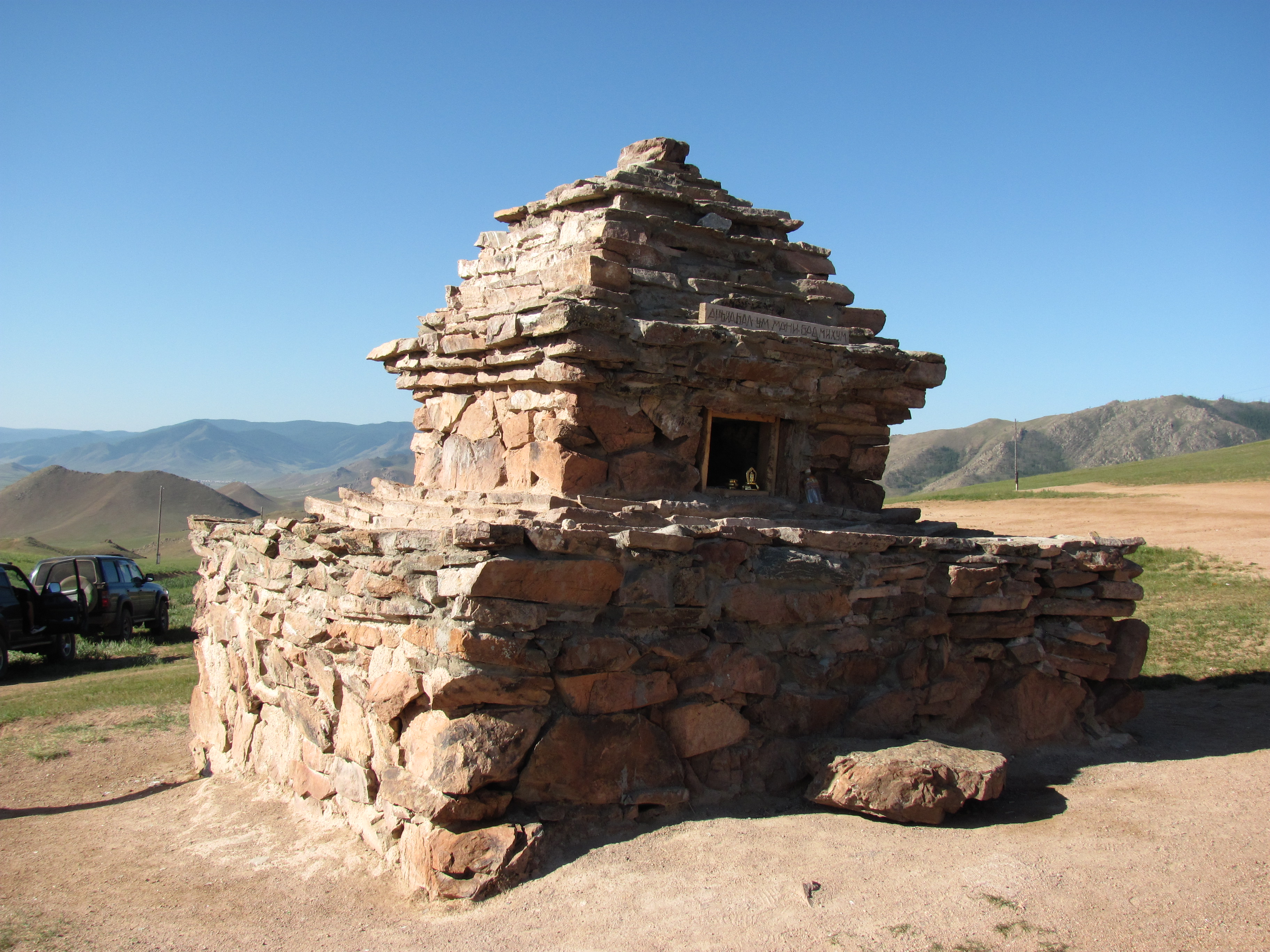
Gelenkhiin Suvraga, một stupa có từ năm 1890.

Sum có một trong số rất ít những công trình kiến trúc Lạt ma còn tồn tại từ trước năm 1990, ngôi đền Jargalantyn Dugan, có từ năm 1890. Suvarga của Gelenkhüü nằm cách trung tâm sum 20 km về phía bắc. Nó cũng được xây vào năm 1890 và được trùng tu vài lần.

## Người nổi tiếng
- Gelenkhüü - một nhà sáng chế, được biết đến nhờ nỗ lực bay bằng đôi cánh tự tạo
- Öndör Gongor - một người đàn ông rất cao vào đầu thế kỷ 20